# Rio Capivari (vattendrag i Brasilien, Minas Gerais, lat -17,00, long -42,57)
Rio Capivari är ett vattendrag i Brasilien.   Det ligger i delstaten Minas Gerais, i den sydöstra delen av landet, 600 km öster om huvudstaden Brasília.
Omgivningarna runt Rio Capivari är huvudsakligen savann. Runt Rio Capivari är det glesbefolkat, med 16 invånare per kvadratkilometer.